# Йокто-
йокто (от старогръцки: οκτώ, осем) е десетична представка от система SI, въведена през 1991 г. Означава се с y и означава умножение с 10-24 (0,000 000 000 000 000 000 000 001, една септилионна). Като представка от SI е приета на XIX Генерална конференция по мерки и теглилки през 1991 г..
Примери:
- 600 yg = 600 × 10-24 g = 0,000 000 000 000 000 000 000 6 g
- Кварк-глуонната плазма съществува десетки йоктосекунди[2].
- Масата в покой на електрона е 0,000911 yg